# Публій Сервілій Ватія Ісаврік (консул 48 до н. е.)
Пу́блій Серві́лій Ватія Іса́врік (94 — 40 роки до н. е.) — політичний і державний діяч Римської республіки, консул 48 року до н. е.

## Життєпис
Походив з впливового  роду Сервіліїв, його плебейської гілки Ватіїв. Син Публія Сервілія Ватія Ісавріка, консула 79 року до н. е.
Замолоду був прихильником оптиматів. У 60 році до н. е. його обрано квестором, а у 54 році до н. е. — претором. Притягав до суду Гая Мессія, легата Гая Юлія Цезаря. У 50 році до н. е. став членом колегії авгурів.
З початком громадянської війни поміж Гаєм Цезарем та Гнеєм Помпеєм залишив партію оптиматів та приєднався до Цезаря. Завдяки цьому у 48 році до н. е. Ватія став консулом разом з Гаєм Юлієм Цезарем. Під час своєї каденції Публій Сервілій придушив рух Целія Руфа, який вимагав скасування боргових зобов'язань, а після перемоги Цезаря у битві при Фарсалі оголосив його диктатором вдруге.
У 46—44 роках до н. е. Ісаврік був пропретором, а згодом й проконсулом провінції Азія, де активно займався будівництвом й відновленням провінції після війни. У вересні 44 року до н. е. повернувся до Риму, де підтримав Цицерона у його боротьбі із Марком Антонієм. У січні 43 року до н. е. Ватія підтримав пропозицію Сервія Сульпіція Руфа про дозвіл Октавіану займати магістратури раніше встановленого віку. У березні 43 року до н. е. був включений до складу посольства до Антонія, але, як і Цицерон, відмовився від цієї місії, в результаті чого посольство не відбулося. Після поразки Антонія при Мутині вніс пропозицію про призначення молебню про перемогу над ним. Втім незабаром замирився з Антонієм й у 41 році до н. е. вдруге став консулом разом з Луцієм Антонієм. Після цього не брав активної участі у політичному житті й незабаром помер.

## Родина
Дружина — Юнія, донька Децима Юнія Сілана, консула 62 року до н. е.
Діти:
- Публій Сервілій Ватія Ісаврік, претор 25 року до н. е.
- Сервілія.